# Tilly Smith
Tilly Smith (* 1994) ist eine Britin, die im Alter von zehn Jahren während des Tsunami im Indischen Ozean im Dezember 2004 rund einhundert Menschen das Leben gerettet hat.
Sie erkannte die Vorzeichen des Tsunami rechtzeitig und rettete so am Strand von Phuket rund einhundert Menschen. Dank der Erklärungen ihres Erdkundelehrers Andrew Kearney an der Danes Hill Preparatory School in Oxshott, Surrey, der seinen Schülern zwei Wochen vorher Tsunamis erklärt hatte, erkannte sie, was es bedeutete, als sich das Meer zurückzog. Sie erzählte es ihren Eltern Penny und Colin Smith. Diese warnten daraufhin andere Urlauber und Angestellte ihres Hotels. Das Hotel evakuierte den Strand daraufhin, einige Minuten vor dem Eintreffen der Flutwelle. Laut der Boulevardzeitung The Sun war der Maikhao-Strand einer der wenigen Strände auf Phuket, an dem es keine Toten oder Schwerverletzten durch den Tsunami gab.
Am 9. September 2005 erhielt sie den Thomas-Gray-Spezialpreis der Marine Society & Sea Cadets von Second Sea Lord Vice-Admiral James Burnell-Nugent. Im November 2005 traf Smith bei den Vereinten Nationen Bill Clinton. Im Dezember 2005 wurde sie vom französischen Magazin Mon Quotidien zum Kind des Jahres ernannt. Gemeinsam mit dem zehnjährigen Thailänder Patiwat Komkla, der ebenfalls den Tsunami überlebte, trug sie am 26. Dezember 2005 bei einer Zeremonie in Khao Lak zum ersten Jahrestag der Katastrophe Gedichte vor.